# Greece Open 2019
Die Greece Open 2019 im Badminton (auch Hellas Open 2019 genannt) fanden vom 8. bis zum 11. August 2019 in Sidirokastro statt.

## Sieger und Platzierte
| Disziplin    | Gold                         | Silber                                  | Bronze                              |
| ------------ | ---------------------------- | --------------------------------------- | ----------------------------------- |
| Herreneinzel | Lim Chong King               | Aidil Sholeh                            | Gergely Krausz                      |
| Herreneinzel | Lim Chong King               | Aidil Sholeh                            | Arnaud Merklé                       |
| Dameneinzel  | Kisona Selvaduray            | Thet Htar Thuzar                        | Léonice Huet                        |
| Dameneinzel  | Kisona Selvaduray            | Thet Htar Thuzar                        | Linda Zechiri                       |
| Herrendoppel | Eloi Adam Julien Maio        | Oliver Leydon-Davis Abhinav Manota      | Christopher Grimley Matthew Grimley |
| Herrendoppel | Eloi Adam Julien Maio        | Oliver Leydon-Davis Abhinav Manota      | Jack Macgregor Adam Pringle         |
| Damendoppel  | Vimala Hériau Margot Lambert | Anastassija Prosorowa Valeriya Rudakova | Daniella Gonda Ágnes Kőrösi         |
| Damendoppel  | Vimala Hériau Margot Lambert | Anastassija Prosorowa Valeriya Rudakova | Eleanor O’Donnell Ciara Torrance    |
| Mixed        | Fabien Delrue Vimala Hériau  | Paweł Śmiłowski Magdalena Świerczyńska  | Adam Pringle Rachel Andrew          |
| Mixed        | Fabien Delrue Vimala Hériau  | Paweł Śmiłowski Magdalena Świerczyńska  | William Villeger Sharone Bauer      |